# Roman Sergejewitsch Anoschkin
Roman Sergejewitsch Anoschkin (russisch Роман Сергеевич Аношкин; * 31. August 1987 in Moskau) ist ein russischer Kanute.

## Erfolge
Roman Anoschkin, der für ZSKA Moskau aktiv ist, startete bei den Olympischen Spielen 2016 in Rio de Janeiro er in zwei Wettkämpfen. Im Einer-Kajak über 1000 Meter erreichte er als Fünfter seines Vorlaufs knapp das Halbfinale, in dem er sich dann als Sieger seines Laufs klar für das Finale qualifizierte. In diesem überquerte er nach 3:33,363 Minuten als Dritter hinter dem siegreichen Spanier Marcus Walz sowie Josef Dostál aus Tschechien die Ziellinie und gewann damit die Bronzemedaille. Im Vierer-Kajak belegte die russische Mannschaft, zu der auch Anoschkin gehörte, im Vorlauf und auch im Halbfinale jeweils den vierten Platz. Im B-Finale setzten sich die Russen gegen ihre fünf Konkurrenten durch und gewannen dieses. Sie belegten in der Gesamtwertung den neunten Platz.
Bereits 2015 gewann Anoschkin über 500 Meter die Bronzemedaille bei den Weltmeisterschaften 2015 in Mailand. Im Olympiajahr 2016 sicherte er sich außerdem im Vierer-Kajak über 1000 Meter bei den Europameisterschaften in Moskau die Silbermedaille. Bei den Europaspielen 2019 in Minsk belegte er im Zweier-Kajak mit Wladislaw Litowka auf der 1000-Meter-Strecke den dritten Platz.